# Antennablennius adenensis
Antennablennius adenensis és una espècie de peix de la família dels blènnids i de l'ordre dels perciformes.

## Morfologia
- Els mascles poden assolir 5 cm de longitud total.[1][2]

## Reproducció
És ovípar.

## Hàbitat
És un peix marí de clima tropical que viu entre 0-2 m de fondària.

## Distribució geogràfica
Es troba des del Mar Roig fins al Golf Pèrsic i el Pakistan.